# محمد طيايبة
 محمد تيابي  (1988 الجزائر) هو لاعب كرة قدم جزائري .

## روابط خارجية
- محمد طيايبة على موقع قاعدة بيانات كرة القدم.إي يو (الإنجليزية)
- محمد طيايبة على موقع Soccerway.com (الإنجليزية)